# Better (canção de Guns N' Roses)
"Better" é uma música da banda americana de hard rock Guns N' Roses, incluída no seu sexto álbum de estúdio de 2008, Chinese Democracy. Foi enviada como a segunda promoção de rádio do álbum, depois da canção "Chinese Democracy", e lançada oficialmente como single em 17 de novembro de 2008.

## Detalhes
"Better" foi escrita pelo vocalista Axl Rose e pelo ex-guitarrista do Guns N' Roses, Robin Finck, entre 2001 e 2003, antes da banda sair em turnê em 2006. A essa altura a música já havia sido gravada; mais tarde, porém, a maioria da bateria do ex-baterista Brain na faixa foi editada pelo baterista Frank Ferrer. Antes de a música ser lançada como single, "Better" foi tocada ao vivo pelo Guns N' Roses em na Chinese Democracy Tour em 2006 e 2007. Em fevereiro de 2006, a música, com algumas outras faixas inéditas, vazou na internet por um site de fãs da banda. A gestão da banda solicitou que todos os links para os arquivos MP3 e todas as letras das músicas fossem removidas de fóruns e sites.
Coincidindo com a turnê de 2006, a música "Better" apareceu num anúncio da Harley-Davidson na Internet em outubro de 2006. O tecladista Dizzy Reed afirmou que o lançamento foi um acidente, com duas versões sendo feitas, uma 'edição experimental' apresentando uma demo de "Better" e outra com "Paradise City". O anúncio com "Better" foi rotulado incorreta e inadvertidamente carregado online por um dia antes de ser substituído pelo anúncio pretendido com "Paradise City". A versão 'final' da música vazou online com críticas positivas em fevereiro de 2007.

## Videoclipe
Quebrando um silêncio de dois meses postando num site de mensagens em 11 de dezembro de 2008, Axl Rose revelou que um videoclipe de "Better" dirigido por Dale "Rage" Resteghini seria lançado "em breve". Um tempo depois, Rose escreveu que Lars Ulrich afirmou que aparece no vídeo dizendo: "Há uma cena minha e de Axl nos abraçando nos bastidores de algum show, e eu assino embaixo nisso, e espero que apareça na versão final." Ulrich foi posteriormente acusado pelo sócio de Rose, Fernando Lebeis, de ser o motivo do atraso do vídeo, já que "o baterista do Metallica precisava assinar um comunicado". Ulrich respondeu dizendo "Eu ouvi falar sobre isso, sim. Tinha alguns videoclipes meus no vídeo e eles perguntaram se eu aceitaria. Quando chegou até mim, eu concordei… Não sei de onde [o boato] veio. Eu iria amar estar num vídeo do Guns N' Roses. É minha música favorita do disco - acho que é uma ótima música." Em 30 de setembro de 2008, Rose escreveu num site de mensagens "Lars não está atrasando nada com o nosso vídeo. Os nossos comentários no site foram feitos de forma casual, divertida e entre amigos... Esperamos lançar o nosso vídeo em breve." Em 13 de setembro de 2012, quase quatro anos após o lançamento do single, uma versão do vídeo vazou na internet, embora desde então nenhum vídeo oficial tenha sido lançado.

## Ao vivo

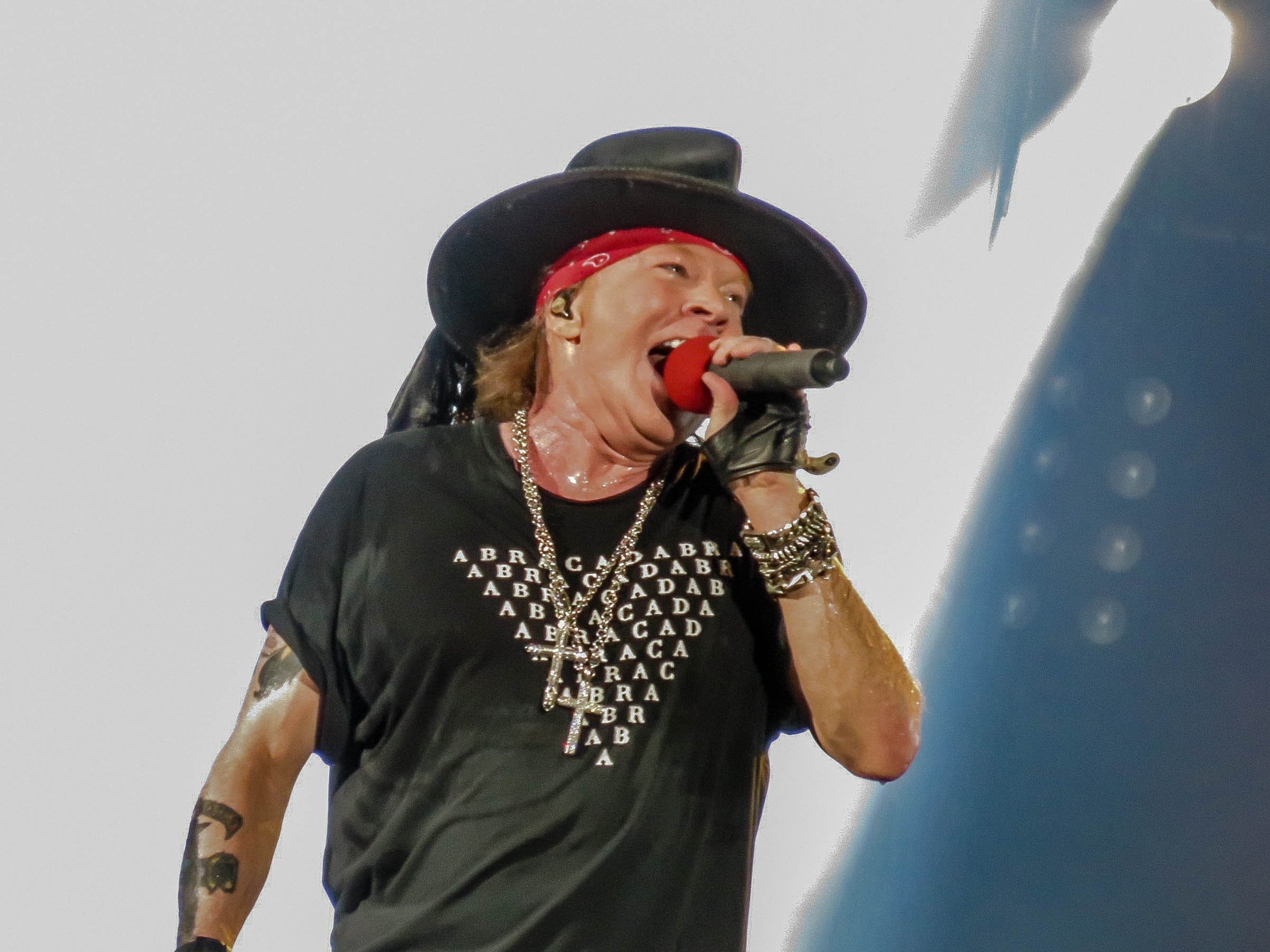
Axl Rose cantando "Better" durante uma apresentação no Palacio de los Deportes, no México, em 2016

"Better" estreou ao vivo em 12 de maio de 2006, no Hammerstein Ballroom em Nova Iorque. Foi tocado em quase todos os shows desde então. 10 anos depois, em 2016, durante a turnê mundial Not in This Lifetime, uma nova versão da música foi tocada, apresentando uma introdução adicional e as linhas de abertura cantadas por Duff McKagan, Dizzy Reed e Melissa Reese.

## Recepção
A música recebeu uma recepção positiva da crítica. Consequence of Sound escreveu: "Embora haja a arrogância industrial que prevalece em 'Chinese Democracy', a mordida e a harmonia são clássicas do GN'R. Na verdade, esta pode ser a melhor música do álbum, de todos os três singles lançados do álbum, foi considerado o primeiro single." A Rolling Stone concluiu: "Como '⁣Chinese Democracy', 'Better' parece o clássico Guns N' Roses - o canto rasgado de Rose nos versos poderia ter saído das sessões de Use Your Illusion."
A música foi lançada oficialmente como single em 17 de novembro de 2008. Na lista dos "100 melhores singles de 2008" da revista Rolling Stone, "Better" ficou em 19º lugar Consequence of Sound afirmou que a música foi o "hit" do álbum, dizendo: "Qualquer um que já duvidou dessa formação atual deveria ouvir essa música. É brutal, honesta e agressiva. Rose canta com uma cadência que é estranha, e ele não soava tão jovem e agridoce desde 'Sweet Child of Mine', de 1987. Quando o guitarrista Robin Finck chora aos 3:43, há esse sentimento que grita: 'Eles voltaram', mesmo que 'eles' não estejam."
Em uma retrospectiva do álbum, Steven Hyden do Grantland.com afirmou que a música é "a faixa mais cativante do álbum" e "a música mais pop do catálogo do GNR ao lado de Don't Cry". O blog Rock and Roll Hall of Fame listou a música como uma das 10 músicas 'essenciais' do Guns N' Roses. Em 2016, a Spin a classificou como a 6ª melhor música do Guns N' Roses entre 79.

## Desempenhos nas paradas
| Chart (2008)                   | Maior posição |
| ------------------------------ | ------------- |
| US Mainstream Rock (Billboard) | 18            |

## Certificações
| Região                                                                 | Certificação | Certificações de vendas |
| ---------------------------------------------------------------------- | ------------ | ----------------------- |
| Brasil (Pro-Música Brasil)                                             | Ouro         | 30.000‡                 |
| ‡ Os números de vendas + streaming são baseados apenas na certificação |              |                         |

## Créditos

### Guns N' Roses
- Axl Rose – vocais principais
- Robin Finck – guitarra solo, teclados
- Paul Tobias, Richard Fortus e Ron "Bumblefoot" Thal – guitarra base
- Buckethead – guitarra solo
- Tommy Stinson – baixo, vocais de apoio
- Bryan Mantia – bateria
- Frank Ferrer – bateria
- Dizzy Reed – teclados, vocais de apoio
- Chris Pitman - teclados, sub-baixo, vocais de apoio

#### Créditos adicionais
- Solos de guitarra – Buckethead, Robin Finck
- Arranjo – Robin Finck, Axl Rose
- Arranjo de bateria – Robin Finck, Caram Costanzo, Brayan Mantia
- Edição digital – Eric Caudieux, Caram Costanzo, Robin Finck, Axl Rose